# Lusail Tram
De Lusail Tram vormt de ruggengraat van het openbaar vervoer in de satellietstad Lusail ten noorden van de hoofdstad Doha van Qatar. Het normaalsporige net met semimetro-kenmerken heeft een lengte van 15,9 kilometer en wordt door RKH Qitarat geëxploiteerd.

## Geschiedenis
De contracten voor de aanleg werden in 2014 officieel getekend. Nog tijdens de aanleg werden begin 2018 de eerste trams door Alstom geleverd. Uiteindelijk ging de eerste lijn van start op 1 januari 2022.

## Kenmerken
Het netwerk bestaat uit (begin 2025) drie lijnen: de oranje, de roze en de turquoise lijn. Het semimetrokarakter van het net uit zich in het feit dat uiteindelijk 10,4 km van de trajecten ondergrondse zal zijn en dat deel tien tunnelstations zal hebben. De trajecten die op het maaiveld liggen zijn geheel uitgevoerd met voeding via een derde rail.